# ملك الشياطين في المقعد الأخير
ملك الشياطين في المقعد الأخير (باليابانية: いちばんうしろの大魔王، بالروماجي: Ichiban Ushiro no Dai Maō)
(بالإنجليزية: The Great Demon King in the Back Row)‏ هي سلسلة رواية خفيفة من تأليف شوتارو ميزوكي ورسم سويتشي إيتو. نشرت من قبل يابان هوبي [الإنجليزية] في مجلة 1 فبراير عام 2008 حتى 29 مارس عام 2014، وتكونت من 13
مجلد. اقتست إلى سلسلة مانغا نشرت من قبل أكيتا شوتين في مجلة تشيبيون ريد [الإنجليزية] منذ 19 سبتمبر عام 2008 حتى 19 ديسمبر عام 2013، تم تجمع فصول المانغا في 5 مجلدات
تانكوبون. أنتجت إلى مسلسل أنمي تلفزيوني من قبل استوديو أرتلاند، عرض الأنمي في 2 أبريل عام 2010 واستمر عرضه حتى 18 يونيو عام 2010، وتكون من
12 حلقة.

## القصة
تدور أحداث القصة في المستقبل البعيد في اليابان التي أصبحت أرضًا يمارس فها السحر ويُدرس، أكوتو ساي هو طالب في السنه الأولى أكاديمية كونستانت السحرية المدرسة الثانوية، يهدف إلى أن يصبح رئيس كهنة، الساحر الأقوى على الأرض.

## الشخصيات

### الشخصيات الرئيسية
أكوتو ساي (باليابانية: 紗伊 阿九斗، بالروماجي: Sai Akuto)
أداء صوتي: تاكاشي كوندو، كاوري أكاشي (أيام الطفولة)
جونكو هاتوري (باليابانية: 服部 絢子، بالروماجي: Hattori Junko)
أداء صوتي: يوكو هيكاسا
كينا سوغا (باليابانية: 曽我 けーな، بالروماجي: Soga Kena)
أداء صوتي: أكي تويوساكي
كوروني (باليابانية: ころね، بالروماجي: Korone)
أداء صوتي: آوي يوكي
هيروشي ميوا (باليابانية: 三輪 寛، بالروماجي: Miwa Hiroshi)
أداء صوتي: تسوباسا يوناغا
فوجيكو إيتو (باليابانية: 江藤 不二子، بالروماجي: Etō Fujiko)
أداء صوتي: شيزوكا إيتو

### شخصيات ثانوية
ميتسوكو توري (باليابانية: 鳥井 美津子، بالروماجي: Torii Mitsuko)
أداء صوتي: تشياكي تاكاهاشي
ليلي شيرايشي (باليابانية: リリィ 白石، بالروماجي: Riryi Shiraishi)
أداء صوتي: ريو هيروهاشي
ميتشي أوتاكي (باليابانية: 大竹 美智恵، بالروماجي: Ōtake Michie)
أداء صوتي: أيانا تاكيتاتسو
كانا كامياما (باليابانية: 神山 カンナ، بالروماجي: Kamiyama Kanna)
أداء صوتي: كاورو ميزوهارا
أرنول (باليابانية: アルヌール، بالروماجي: Arunūru)
أداء صوتي: ميناكو كوتوبوكي

### شخصيات أخرى
إيكو تيرويا (باليابانية: 照屋 栄子، بالروماجي: Teruya Eiko)
أداء صوتي: هاروكا توماتسو
بويتشيرو ياماتو(باليابانية: 大和 望一郎، بالروماجي: Yamato Bōichirō)
أداء صوتي: تاروسكي شينغاكي
مستر إكس (باليابانية: ミスターX، بالروماجي: Misutā Ekkusu)
أداء صوتي: هارو ساتو
تسو بوي (باليابانية: ツーブイ، بالروماجي: Tsū Bui)
أداء صوتي: تومويوكي هيغوتشي
ياتاغاراسو
أداء صوتي: تيتسو شيراتوري
بيترهاوزن (باليابانية: ピーターハウゼン، بالروماجي: Pītāhauzen)
أداء صوتي: جوجي ناكاتا
يوكيكو ميوا
أداء صوتي: سايوري ياهاغي
ريمو
أداء صوتي: بريتني كاربوسكي
يوكو هاتوري / يوري هوشينو (باليابانية: 服部 ゆう子، بالروماجي: Hattori Yūko) / (باليابانية: 星野 ゆり، بالروماجي: Hoshino Yuri)
أداء صوتي: يوكا إيغوتشي
كيزو تيرويا
أداء صوتي: كوتارو ناكامورا
يوزو هاتوري
أداء صوتي: أتسشي أونو

## وصلات خارجية
- موقع الرواية الخفيفة الرسمي باللغة اليابانية
- ملك الشياطين في المقعد الأخير على موقع مارفيلوس إنترتنمنت باللغة اليابانية
- ملك الشياطين في المقعد الأخير على موقع ANN manga (الإنجليزية)